# FC Linth 04
Der Fussballclub Linth 04 ist ein Fussballverein aus der Gemeinde Glarus Nord (Schweiz). Momentan spielt die erste Mannschaft in der 2. Liga interregional. Die zweite Mannschaft ist in der 2. Liga Regional aktiv.

## Geschichte
Der FC Linth 04 entstand im Jahr 2004 aus der Fusion der beiden in der Gemeinde Glarus Nord beheimateten Vereine FC Näfels und FC Niederurnen (gegründet 1933).  Bei der Vereinsgründung im Jahr 2004 befanden sich beide Aktiv-Teams des FC Näfels und FC Niederurnen in der 3. Liga.
Der FC Linth 04 zog bisher drei Mal mindestens in die 2. Cup-Runde ein (Sason 2009/2010, 2017/2018 und 2019/2010), nachdem er in der 1. Cup-Runde jeweils einen Verein aus der Challenge-League (FC Gossau, FC Wohlen und FC Schaffhausen) geschlagen hatte. In der Saison 2009/2010 verlor der Verein mit 1:4 gegen den FC Luzern, in der Saison 2017/2018 unterlag er dem FC St. Gallen, der im Penaltyschiessen als Sieger vom Platz gehen konnte. In der Saison 2019/2020 gelang dem FC Linth 04 der Vorstoss in den Cup-Achtelfinal, wo er 0:2 gegen den Super-League-Vertreter FC Sion verlor (das zweite Tor schoss Pajtim Kasami erst in der 95. Minute ins leere Tor, da der Torhüter nach vorne eilte, damit man bei einem Corner eine Überzahl-Situation schaffen konnte).
Die erste Saison in der 1. Liga (2018/2019) schlossen die Glarner auf dem 9. Platz ab. Die 1. Mannschaft des FC Linth 04 ist 2025 erstmals in ihrer Historie abgestiegen.
Der FC Linth 04 spielte seit der Vereinsgründung jeweils in gelb-schwarzen Trikots. Zur Saison 2019/2020 änderte die Trikot-Farbe in Orange, da der Trikot-Sponsor ein oranges Logo aufweist.
| Saison         | Liga                    | Platz     |
| -------------- | ----------------------- | --------- |
| Saison 2004/05 | 3. Liga                 | 4. Platz  |
| Saison 2005/06 | 3. Liga                 | 2. Platz  |
| Saison 2006/07 | 3. Liga ▲               | 1. Platz  |
| Saison 2007/08 | 2. Liga Regional ▲      | 1. Platz  |
| Saison 2008/09 | 2. Liga Interregional   | 10. Platz |
| Saison 2009/10 | 2. Liga Interregional   | 5. Platz  |
| Saison 2010/11 | 2. Liga Interregional   | 5. Platz  |
| Saison 2011/12 | 2. Liga Interregional   | 9. Platz  |
| Saison 2012/13 | 2. Liga Interregional   | 2. Platz  |
| Saison 2013/14 | 2. Liga Interregional   | 3. Platz  |
| Saison 2014/15 | 2. Liga Interregional   | 6. Platz  |
| Saison 2015/16 | 2. Liga Interregional   | 5. Platz  |
| Saison 2016/17 | 2. Liga Interregional   | 4. Platz  |
| Saison 2017/18 | 2. Liga Interregional ▲ | 1. Platz  |
| Saison 2018/19 | 1. Liga                 | 9. Platz  |
| Saison 2019/20 | 1. Liga                 | 3. Platz  |
| Saison 2020/21 | 1. Liga                 | 3. Platz  |
| Saison 2021/22 | 1. Liga                 | 6. Platz  |
| Saison 2022/23 | 1. Liga                 | 5. Platz  |
| Saison 2023/24 | 1. Liga                 | 9. Platz  |
| Saison 2024/25 | 1. Liga ▼               | 15. Platz |

## Schweizer Cup
| Saison    | Cup-Runde     | Datum      | Partie                                             | Resultat              | Info                                  |           |           |
| 2009/2010 | 2009/2010     | 2009/2010  | 2009/2010                                          | 2009/2010             | 2009/2010                             | 2009/2010 | 2009/2010 |
| --------- | ------------- | ---------- | -------------------------------------------------- | --------------------- | ------------------------------------- | --------- | --------- |
| 2009/2010 | 1. Hauptrunde | 19.09.2009 | FC Linth 04 vs. FC Gossau (Challenge League)       | 2:1                   |                                       |           |           |
| 2009/2010 | 1/16 Finals   | 18.10.2009 | FC Linth 04 vs. FC Luzern (Super League)           | 1:4                   |                                       |           |           |
| 2012/2013 |               |            |                                                    |                       |                                       |           |           |
| 2012/2013 | 1. Hauptrunde | 16.09.2012 | FC Linth 04 vs. SV Muttenz (1. Liga)               | 2:3                   |                                       |           |           |
| 2017/2018 |               |            |                                                    |                       |                                       |           |           |
| 2017/2018 | 1. Hauptrunde | 12.08.2017 | FC Linth 04 vs. FC Wohlen (Challenge League)       | 4:0                   |                                       |           |           |
| 2017/2018 | 1/16-Finals   | 17.09.2017 | FC Linth 04 vs. FC St. Gallen (Super League)       | 4:5 n. E. (1:1 n. V.) |                                       |           |           |
| 2019/2020 |               |            |                                                    |                       |                                       |           |           |
| 2019/2020 | 1. Hauptrunde | 18.08.2019 | FC Linth 04 vs. FC Schaffhausen (Challenge League) | 3:1                   |                                       |           |           |
| 2019/2020 | 1/16-Finals   | 14.09.2019 | FC Spiez (2. Liga Interregional) vs. FC Linth 04   | 0:4 n. V.             |                                       |           |           |
| 2019/2020 | 1/8-Finals    | 30.10.2019 | FC Linth 04 vs. FC Sion (Super League)             | 0:2                   | 2'700 Zuschauer im Buchholz in Glarus |           |           |
| 2022/2023 |               |            |                                                    |                       |                                       |           |           |
| 2022/2023 | 1. Hauptrunde | 21.08.2022 | FC Linth 04 vs. FC Lugano (Super League)           | 1:5                   |                                       |           |           |

## Trainer
- Wolfgang April (2011–2014) und  Bruno Sutter (2011–2012)
- Roland Schwegler (2014–2019)
- Fabio Digenti (2019–)

### FC Näfels (Vorgänger-Verein)
- Willy Scheepers (1998–1999)

## Ehemalige Spieler
- Baykal Kulaksızoğlu (2014–2016)

### FC Niederurnen (Vorgänger-Verein)
- Antonio Paradiso (Junioren)
- Horst Thoma (Junioren)
- Ursal Yasar (1988–1995) (Junioren)
- Eldin Jakupović (Junioren)
- Raoul Mutter (Junioren)

### FC Näfels (Vorgänger-Verein)
- Elmar Landolt (1977–1982 und 1983) (Junioren)

## Präsidenten
- seit 2004 Erich Fischli (Gründungspräsident)

## Sportanlagen
Die erste Mannschaft des FC Linth 04 trägt ihre Spiele in Näfels auf der Sportanlage Lintharena SGU aus. Auf der Sportanlage in Näfels gibt es insgesamt drei Spielfelder, wovon eines ein Kunstrasen ist. Auf dem Gelände der Lintharena SGU hat der FC Linth 04 ein Clubhaus in mehreren aneinander gebauten Containern und einen Grillwagen. Eine Tribüne gibt es in Näfels nicht. Einzig bei den beiden Cupspielen gegen die NLA-Clubs (Super League) FC Luzern (18. Oktober 2009) und FC St. Gallen (17. September 2017) baute der FC Linth 04 zusätzliche temporäre Tribünen.
In Niederurnen besitzt der FC Linth 04 ein Clubhaus mit einer Glasfront. Dort gibt es zwei Rasenplätze, wobei das Hauptspielfeld (wo sich das Clubhaus befindet) zusätzlich eine Steintribüne aufweist.
Das Cup-Spiel (1/8-Final) vom 30. Oktober 2019 gegen den Super-League-Club FC Sion wurde in Glarus auf der Sportanlage Buchholz ausgetragen, da die Infrastruktur in Näfels, wie auch in Niederurnen, ein Flutlichtspiel (das Spiel fand an einem Mittwochabend statt) inklusive Sportberichterstattung des Schweizer Fernsehens nicht ermöglichte.